# Pterospermum kingtungense
Pterospermum kingtungense là một loài thực vật có hoa trong họ Cẩm quỳ. Loài này được C.Y. Wu ex H.H. Hsue miêu tả khoa học đầu tiên năm 1977.